# Audacia
L'audacia, chiamata anche sfrontatezza, impudenza o temerarietà, è un tratto caratteriale inteso come l'istinto che implica la volontà di fare le cose nonostante i rischi, corrispondendo alla ricerca di sensazioni o di emozioni forti. È l'opposto della timidezza, della paura e della vergogna.
Può essere una caratteristica che solo alcuni individui sono in grado di mostrare. Ad esempio, nel contesto dei rapporti sociali, una persona audace può essere disposta a rischiare la vergogna o il rifiuto in situazioni sociali, o a piegare le regole dell'etichetta o della gentilezza. Una persona eccessivamente audace potrebbe chiedere denaro in modo aggressivo o spingere con insistenza qualcuno a soddisfare una richiesta.
La parola "audace" può essere usata anche come sinonimo di "sfacciato"; per esempio, un bambino può essere punito per aver agito in modo irrispettoso verso un adulto o comportandosi male.
L'audacia può essere contrapposta al coraggio in quanto quest'ultimo implica avere paura ma affrontarla. Può essere intesa come un atto patologicamente esagerato e irrazionale che eccede i limiti di ciò che è razionalmente sensato e utile. Tuttavia, può anche rappresentare, in senso positivo, la volontà di affrontare un compito altamente pericoloso, come fornire un aiuto estremamente difficile in una situazione di emergenza.

## Etimologia
Deriva dal latino audacia (da audere, osare).

## Storia
Parole dell'ammiraglio spartano del 405 a.C., Lisandro, da "Tides of War": "L'uomo audace è orgoglioso, sfacciato, ambizioso", "L'uomo coraggioso è calmo, timorato di Dio, fermo.", "L'audacia onora solo due cose: novità e successo. Si nutre di loro e senza di loro muore.”, “L'audacia è impaziente. Il coraggio è longanime. L'audacia non può sopportare difficoltà o ritardi; è famelico, deve nutrirsi di vittoria o muore. L'audacia fa il suo posto nell'aria; è sottile e fantasma. Il coraggio pianta i suoi piedi sulla terra e trae la sua forza dal santo fondamento di Dio”. “La debolezza del nemico è il tempo. Trasite è deperibile. È come quel frutto, delizioso quando è maturo, che puzza fino al cielo quando marcisce». e "Crediamo che le qualità più gradite al cielo siano il coraggio di sopportare e il disprezzo per la morte".

## Descrizione
Nell'ecologia comportamentale, si studia che la continuità timido-audace esista negli esseri umani e in alcune altre specie. La timidezza e l'audacia rappresentano "una propensione a rischiare". Gli individui audaci tendono a diventare dominanti dal punto di vista sociale.
Una persona audace persegue un obiettivo con entusiasmo e senza esitazione e non si lascia scoraggiare da nessun pericolo. Con questo obiettivo in mente, mette da parte le preoccupazioni sulla propria vulnerabilità e sul pericolo.
L'audacia porta la persona ad affrontare le sfide difficili più spontaneamente che deliberatamente, spesso in modo sconsiderato. Riguarda i processi decisionali che per lo più avvengono inconsciamente in azioni pericolose o in situazioni minacciose e le forze motrici che diventano visibili in questo processo, in particolare tratti specifici della personalità, potenzialità cognitive, motivazioni, pulsioni e strutture di volontà che hanno conseguenze significative sul corso della vita, sulla qualità della vita e sul successo delle persone che osano o non osano.